# Robert Bruce Merrifield
Robert Bruce Merrifield (Fort Worth, 15 juli 1921 – Cresskill, 14 mei 2006) was een Amerikaans biochemicus. Hij ontving de Nobelprijs voor de Scheikunde in 1984 voor de ontwikkeling van een methode van scheikundige synthese op een vaste matrix. Hij ontwikkelde immers een nieuwe synthesemethode om polypeptiden te maken, waardoor de synthese in plaats van jaren nog slechts dagen duurt.

## Biografie
Merrifield werd geboren op 15 juli 1921 in Fort Worth, Texas, als enige zoon van George E. Merrifield en Lorene Lucas en groeide op in Californië. Hij bezocht er negen basisscholen en twee highschools voordat hij in 1939 zijn einddiploma behaalde aan de Montebello High School. Na twee jaar aan de Passadena Junior College stapte hij over naar de Universiteit van Californië (UCLA) in Los Angeles. Aan de UCLA behaalde hij zijn bachelordiploma chemie in 1943 en zijn doctoraat in de biochemie in 1949. Een jaar later verhuisde hij naar New York om als onderzoeksassistent te gaan werken aan de Rockefeller-universiteit, die toen nog het Rockefeller Institute of Medical Research was genoemd.
Merrifield was gehuwd met Elizabeth Furlong, een biologe die in zijn laboratorium werkte. Het koppel had één zoon en vijf dochters. In 1957 werd hij assistent hoogleraar en in 1966 gewoon hoogleraar. In 1983 werd hij John D. Rockefeller Jr. Professor en negen jaar later ging hij met pensioen.
Na een lange ziekte overleed hij in zijn huis in Cresskill, N.J., op 84-jarige leeftijd.

## Werk
Merrifield ontwikkelde een veel snellere methode voor het syntheseren van eiwitten en peptiden. Hiervoor had hij een eenvoudige ingeving: hij bevestigde het eerste bouwdeel van het eiwit op een vast oppervlak, de zogenaamde vaste matrix. De andere bouwdelen worden vervolgens stap voor stap aan het eerste eiwitbouwdeel bevestigd. Als het laatste bouwdeel stevig bevestigd is, worden de ongewenste ingrediënten in iedere stap eenvoudig weggewassen.   
1901: Van 't Hoff ·
1902: E. Fischer ·
1903: Arrhenius ·
1904: Ramsay ·
1905: Baeyer ·
1906: Moissan ·
1907: Buchner ·
1908: Rutherford ·
1909: Ostwald ·
1910: Wallach ·
1911: Curie ·
1912: Grignard, Sabatier ·
1913: Werner ·
1914: Richards ·
1915: Willstätter ·
1918: Haber ·
1920: Nernst ·
1921: Soddy ·
1922: Aston ·
1923: Pregl ·
1925: Zsigmondy ·
1926: Svedberg ·
1927: Wieland ·
1928: Windaus ·
1929: Harden, Euler-Chelpin ·
1930: H. Fischer · 
1931: Bosch, Bergius ·
1932: Langmuir ·
1934: Urey ·
1935: F. Joliot-Curie, I. Joliot-Curie ·
1936: Debye ·
1937: Haworth, Karrer ·
1938: Kuhn ·
1939: Butenandt, Ružička ·
1943: Hevesy · 
1944: Hahn ·
1945: Virtanen ·
1946: Sumner, Northrop, Stanley ·
1947: Robinson · 
1948: Tiselius · 
1949: Giauque ·
1950: Diels, Alder ·
1951: McMillan, Seaborg ·
1952: Martin, Synge ·
1953: Staudinger ·
1954: Pauling ·
1955: Vigneaud ·
1956: Hinshelwood, Semjonov ·
1957: Todd ·
1958: Sanger ·
1959: Heyrovský ·
1960: Libby ·
1961: Calvin ·
1962: Perutz, Kendrew ·
1963: Ziegler, Natta ·
1964: Hodgkin ·
1965: Woodward ·
1966: Mulliken ·
1967: Eigen, Norrish, Porter ·
1968: Onsager ·
1969: Barton, Hassel ·
1970: Leloir ·
1971: Herzberg ·
1972: Anfinsen, Moore, Stein · 
1973: E.O. Fischer, Wilkinson · 
1974: Flory ·
1975: Cornforth, Prelog ·
1976: Lipscomb ·
1977: Prigogine · 
1978: Mitchell ·
1979: Brown, Wittig ·
1980: Berg, Gilbert, Sanger ·
1981: Fukui, Hoffmann ·
1982: Klug ·
1983: Taube ·
1984: Merrifield ·
1985: Hauptman, Karle ·
1986: Herschbach, Lee, Polanyi ·
1987: Cram, Lehn, Pedersen ·
1988: Deisenhofer, Huber, Michel ·
1989: Altman, Cech ·
1990: Corey ·
1991: Ernst ·
1992: Marcus ·
1993: Mullis, Smith ·
1994: Olah ·
1995: Crutzen, Molina, Rowland ·
1996: Curl, Kroto, Smalley ·
1997: Boyer, Walker, Skou ·
1998: Kohn, Pople ·
1999: Zewail ·
2000: Heeger, MacDiarmid, Shirakawa ·
2001: Knowles, Noyori, Sharpless ·
2002: Fenn, Tanaka, Wüthrich ·
2003: Agre, MacKinnon ·
2004: Ciechanover, Hershko, Rose ·
2005: Grubbs, Schrock, Chauvin ·
2006: Kornberg ·
2007: Ertl ·
2008: Shimomura, Chalfie, Tsien ·
2009: Steitz, Yonath, Ramakrishnan ·
2010: Heck, Negishi, Suzuki ·
2011: Shechtman ·
2012: Kobilka, Lefkowitz ·
2013: Karplus, Levitt, Warshel ·
2014: Betzig, Hell, Moerner ·
2015: Lindahl, Modrich, Sancar ·
2016: Sauvage, Stoddart, Feringa ·
2017: Dubochet, Frank, Henderson · 
2018: Arnold, Winter, Smith ·   
2019: Goodenough, Whittingham, Yoshino ·
2020: Charpentier, Doudna ·
2021: List, MacMillan ·
2022: Bertozzi, Meldal, Sharpless ·
2023: Bawendi, Brus, Jekimov ·
2024: Baker, Hassabis, Jumper